# بست کلکو

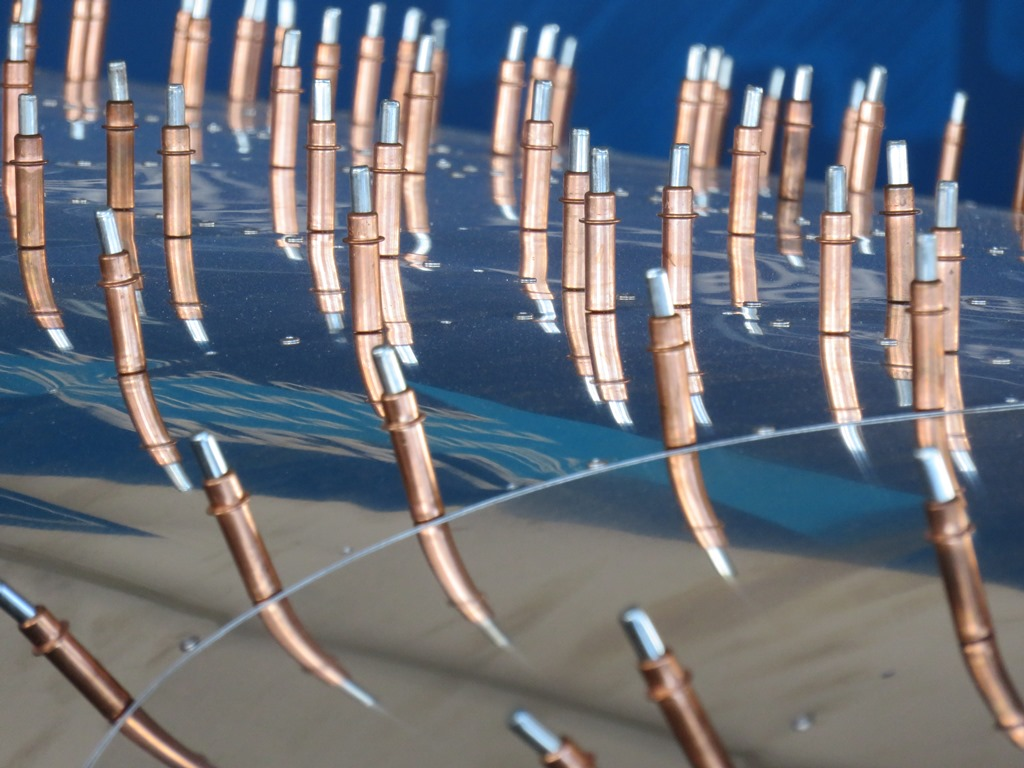
بست کلکو

بست کِلِکو یکی از انواع بست‌های موقت است که توسط شرکت ابزار پنوماتیک کلیولند ساخته شده است. این بست به‌طور گسترده‌ای در ساخت و تعمیر هواپیماهایی که پوستهٔ آلومینیومی‌دارند استفاده می‌شود. به کمک این بست‌ها چند ورق از مواد قبل از اینکه به طور دائم به یکدیگر متصل شوند، در کنار یکدیگر قرار می‌گیرند.
Cleko Fasteners (یا فقط «Cleko») یک نوع گیره موقتی مخصوص مونتاژ قطعات فلزی است که در صنایع هوافضا، خودروسازی و ساخت‌وساز کاربرد دارد.
وقتی دارید قطعات بال (wing) مثل RV-12 (یک هواپیمای سبک ورزشی) را سرهم می‌کنید، Cleko Fasteners به شما کمک می‌کنند قطعات فلزی را دقیق و محکم به هم نگه دارید تا بتوانید سوراخکاری و پیچ‌کردن نهایی را انجام دهید، بدون اینکه قطعات جابه‌جا شوند.

### ویژگی‌ها و کاربردها:
- گیره موقت: Cleko ها موقتی هستند و بعد از نصب پیچ و مهره اصلی، برداشته می‌شوند.
- نصب آسان: با ابزار مخصوص (Cleko pliers) به راحتی نصب و باز می‌شوند.
- تراز و نگه‌داشتن قطعات: کمک می‌کنند هنگام سوراخکاری و مونتاژ، قطعات دقیقا در جای خود باشند.
- مقاوم و سبک: معمولاً از فلز ساخته شده‌اند و وزن کمی دارند.

### در پروژه ساخت بال هواپیمای RV-12:
- هنگام مونتاژ بال‌ها، Clekoها قطعات فلزی بال را به هم فیکس می‌کنند.
- تضمین می‌کنند که سوراخ‌ها به درستی در محل دقیق زده شوند.
- اجازه می‌دهند که قطعات قبل از نهایی شدن، به‌صورت موقت کنار هم نگه داشته شوند.